# Блакитне небо
«Блакитне небо», «Синє небо» (англ. Blue Sky) — американський драматичний фільм, що вийшов 1994 року.

## Сюжет
Ексцентрична дружина Карлі, яка фліртує з кожним зустрічним, перетворює життя майора Маршалла на хаос. Разом із нею та двома дочками він змушений переїжджати з однієї військової бази на іншу. Маршалл, який одного разу працює інженером, виявляє, що рівень радіації під час підземних випробувань атомної зброї перевищив допустиму межу. Щоб зам'яти подію, його відправляють до божевільні, чому сприяє дружина, думаючи, що рятує чоловіка від в'язниці. Але щойно вона розуміє, що сталося, починає, навпаки, боротися за його визволення.

## У ролях
- Джессіка Ленґ — Карлі Маршалл
- Томмі Лі Джонс — майор Гері (Генк) Маршалл
- Пауерс Бут — полковник Вінсент Джонсон
- Керрі Снодгрес — Вера Джонсон
- Емі Локейн — Олександра Маршалл
- Кріс О'Доннелл — Гленн Джонсон
- Мітчелл Райан — Рей Стівенс
- Метт Батталья — солдат НАТО
- Енні Росс — Лідія

## Нагороди та номінації
| Премія                               | Категорія                            | Номінант(и)   | Результат   | Ref.  |
| ------------------------------------ | ------------------------------------ | ------------- | ----------- | ----- |
| Оскар                                | Найкраща жіноча роль                 | Джессіка Ленґ | Перемога    | [ 1 ] |
| Асоціація кінокритиків Чикаго        | Найкраща акторка                     | Джессіка Ленґ | Номінація   | [ 2 ] |
| Золотий глобус                       | Найкраща жіноча роль — драма         | Джессіка Ленґ | Перемога    | [ 3 ] |
| Асоціація кінокритиків Лос-Анджелеса | Найкраща акторка                     | Джессіка Ленґ | Перемога    | [ 4 ] |
| Національна спілка кінокритиків США  | Найкраща жіноча роль                 | Джессіка Ленґ | Третє місце | [ 5 ] |
| Sant Jordi Awards                    | Найкраща іноземна акторка            | Джессіка Ленґ | Перемога    |       |
| Премія Гільдії кіноакторів США       | Найкраща жіноча роль                 | Джессіка Ленґ | Номінація   | [ 6 ] |
| Молодий актор                        | Найкраща молода акторка в кінофільмі | Анна Клемп    | Номінація   | [ 7 ] |
| Молодий актор                        | Найкраща молода акторка в кінофільмі | Емі Локейн    | Номінація   | [ 7 ] |